# Mieczysław Macander
Mieczysław Macander, ps. „Mieczysław Malinowski”, „Bogumił” (ur. 16 czerwca 1886 w Blizinie koło Radomska, zm. 18 czerwca 1936 w Łodzi) – polski działacz niepodległościowy związany z PPS.

## Życiorys
Pochodził z rodziny robotniczej. Za działalność podczas rewolucji 1905 roku został zesłany na Sybir, gdzie przez kilka lat przebywał na robotach. W 1913 został motorniczym tramwaju w Łodzi. Zaangażowany w działalność niepodległościową i strajkową był organizatorem pierwszego generalnego strajku tramwajarzy łódzkich, za co został aresztowany. W 1914 zgłosił się jako ochotnik do Legionów Polskich i został zaangażowany do pracy w biurze werbunkowym. Następnie jako Mieczysław Malinowski angażował się w działalność PPS i POW w Radomiu i w Kielcach, gdzie m.in. przebywał w więzieniu za rozbicie poczty w Starachowicach. Podczas I wojny światowej uczestniczył także w rozbrojeniu wojsk austriackich. W latach 1920–1933 pracował w Kasie Chorych w Łodzi. Następnie prowadził sklep z galanterią przy ul. Wólczańskiej 252 w Łodzi.
Był prezesem Związku Pracowników Kasy Chorych oraz delegatem pracowników wobec dyrekcji. Należał do Stowarzyszenia Byłych Więźniów Politycznych.

### Śmierć
18 czerwca 1936 około godz. 15:00 w holu centrali ZUS przy ul. Wólczańskiej 225 w Łodzi dokonał zabójstwa dyrektora placówki – Władysława Wąsowicza, który odpowiadał za jego zwolnienie i odmówił mu ponownego przyjęcia do pracy. Po oddaniu strzałów w Wąsowicza, popełnił samobójstwo, oddając strzał we własną skroń i ginąc na miejscu. Władysław Wąsowicz zmarł tego samego dnia wieczorem.
Został pochowany na cmentarzu rzymskokatolickim na Zarzewie.

## Odznaczenia
- Krzyż Niepodległości[4]